# Placca africana

     Mappa delle placche terrestri. La placca africana è mostrata in rosa-arancio.

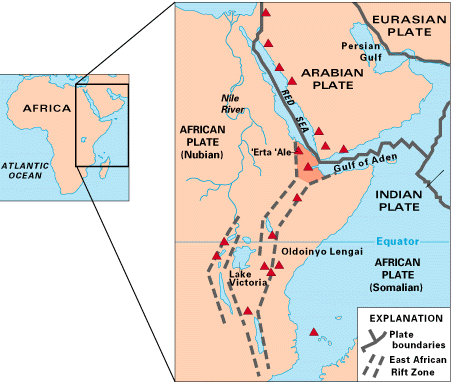
La Rift Valley separa le due sottoplacche nubiana e somala.

La placca africana è una delle 12 grandi placche (o zolle) in cui è diviso il globo terracqueo. Analogamente a quasi tutte le placche maggiori, comprende sia sezioni di crosta continentale che di crosta oceanica, concentrate nelle zone immediatamente adiacenti alle grandi dorsali che segnano i suoi confini.

## Descrizione
I suoi confini geologici sono:

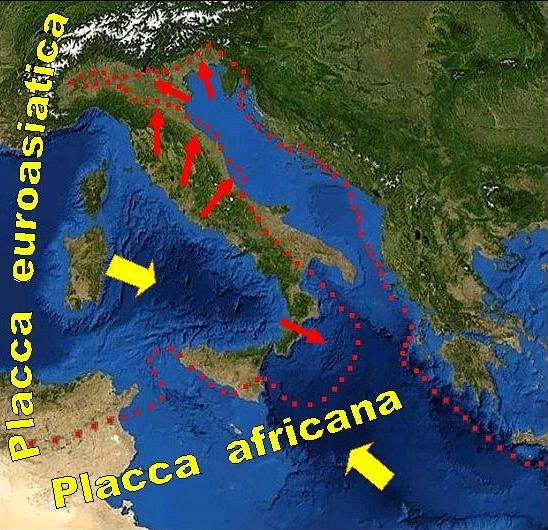
Dinamiche tettoniche nel bacino adriatico -
Il limite occidentale del bacino adriatico, si sposta attualmente di circa 40 mm all'anno verso est, sotto la spinta dalla placca euroasiatica, comportando un graduale restringimento del Mare Adriatico. La pianura padana fa parte della placca africana.

- a nord, con la placca euroasiatica, lungo un margine convergente che corre dalle coste mediterranee mediorientali all'Oceano Atlantico (un migliaio di chilometri al largo delle coste portoghesi, in corrispondenza della dorsale medioatlantica;
- a nordovest, per un breve tratto, la suddetta dorsale medio-atlantica segna il confine con la placca nordamericana;
- ad ovest, sempre lungo il margine divergente della dorsale medioatlantica, tagliato da numerose zone di frattura, la placca africana confina con quella sudamericana;
- a sud, con la vasta placca antartica, dalla quale la separano i margini divergenti segnati dalle dorsali antartico-sudamericana (prosecuzione a sudest della dorsale medioatlantica) e indiana sudoccidentale, separate dalla dorsale medio-atlantica;
- ad est, con la placca indo-australiana (a volte considerata come divisa fra placca indiana e placca australiana), lungo un margine divergente che corre lungo la dorsale medio-indiana, prosecuzione settentrionale della succitata dorsale indiano-sudoccidentale;
- a nordest, con la placca arabica, segnata dal margine divergente corrispondente al Mar Rosso, lungo il quale le due placche si stanno allontanando.

La placca africana, nella sua parte continentale, coincide quasi esattamente con l'Africa (compreso il Madagascar); si tratta per la quasi totalità di zone antiche, molto stabili (scudo africano), con aree piuttosto limitate di terreni paleozoici e cenozoico-mesozoici; lungo buona parte del lato orientale del continente corre una lunghissima fossa tettonica continentale (la cosiddetta Rift Valley), che divide la placca africana in due sottoplacche, la Nubiana ad ovest e la somala ad est, mutuamente allontanantisi. In tempi geologici, è possibile che le due sezioni della placca africana e la placca arabica si allontanino a sufficienza da permettere alle acque dell'oceano Indiano di sommergere l'area rendendo così l'attuale Corno d'Africa un'isola, in un processo simile a quello che circa 200 milioni di anni fa vide nascere l'attuale oceano Atlantico.